# Джан Галеаццо Сфорца
Джан Галеаццо Мария Сфорца (итал. Gian Galeazzo Maria Sforza; 20 июня 1469, Аббиатеграссо — 21 октября 1494, Павия) — герцог Миланский с 1476 по 1494 годы.
Старший сын Галеаццо Мария Сфорца и Боны Савойской. После убийства отца, в возрасте семи лет унаследовал титул герцога Миланского. 3 января 1477 года его мать, Бона Савойская, была объявлена регентшей. Она управляла герцогством с помощью секретаря её убитого мужа, Франческо Симонетта.
Однако вскоре дядя Джана Галеаццо, Лодовико, начал набирать реальную власть. Титул герцога носил мальчик, а правил Лодовико. Чтобы укрепить альянс между Миланским герцогством и Неаполитанским королевством, он женил племянника на Изабелле Неаполитанской (1470—1524), дочери короля Альфонсо II. Ввиду предстоящего бракосочетания Кастелло Сфорцеско декорировал сам Леонардо да Винчи, приглашенный ко двору Лодовико. Свадьба состоялась 2 февраля 1489 года; супруги имели троих детей:
- Ипполита (1490—1501);
- Франческо (1491—1512);
- Бона (1495—1557), родившаяся спустя три месяца после смерти отца. Вышла замуж за короля Польши Сигизмунда I.

Историк династии Сфорца пишет: «У герцога Бари не было никаких проблем в отношениях со своим племянником до его свадьбы. В качестве номинального правителя герцог Милана неизменно встречал соответствующее своему рангу почтение, но в момент принятия любого серьёзного решения на первый план незаметно выдвигался его дядя. Об этом свидетельствуют письма нунция Герарди. Гибкость Лодовико, его такт и совершенное самообладание удивительно подходили для этой его роли. Разумеется, реальная власть была полностью сосредоточена в его руках. Джан Галеаццо так не смог развить в себе необходимые качества и, по-видимому, вообще не был способен управлять столь большим государством, как герцогство Милана. „Сиятельнейший герцог не склонен думать об общественных делах, — писал Герарди в 1489 году. — Он странствует по окрестным владениям, развлекаясь соколиной и псовой охотой, и ничто не раздражает его более, нежели упоминание о делах государства“. Джан Галеаццо был не слишком умен, считает Коммин. Он довольно рано пристрастился к выпивке — довольно редкий порок в тогдашней Италии, — что также не способствовало ни умственному, ни физическому его развитию. Представляется вероятным, что его дядя не прилагал никаких усилий к тому, чтобы Джан Галеаццо получил столь же хорошее образование, как он сам и его братья, и вполне возможно, что Лодовико намеренно потворствовал ему в его склонности к пороку, в его низкой страсти к обоим полам, чтобы подорвать его силы и волю. Таким образом, племянник оказался под полным его контролем. Джан Галеаццо был весьма привлекателен и обладал характерной для Ломбардии внешностью — с тонкими чертами лица и светлыми волосами. Хронист говорил, что он „хотя и красив, но очень недалек умом“. Простодушный и доверчивый, он, по-видимому, был на самом деле привязан к своему дяде, во всем ему доверяя, как того и желал сам Людовико».
Джан Галеаццо умер в возрасте 25 лет. Многочисленные слухи обвиняли в его смерти Лодовико, который продолжил править в качестве герцога.